# نقطة زرقاء باهتة

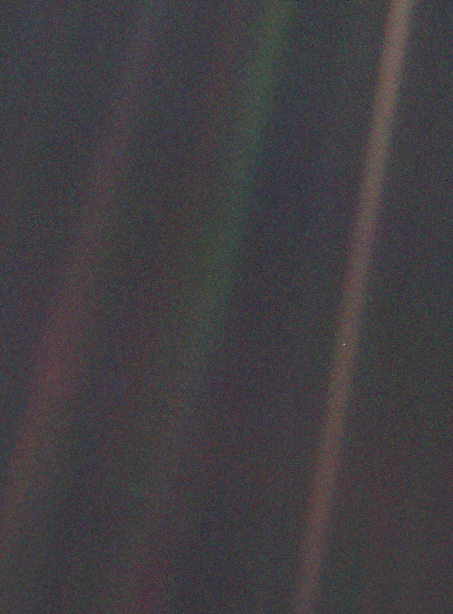
صورة للأرض من بعد 6 مليارات كم حيث تظهر ضآلة حجم الأرض بالنسبة للفضاء الخارجي.

نقطة زرقاء باهتة (بالإنجليزية: Pale Blue Dot) هي صورة فوتوغرافية لكوكب الأرض التقطها المسبار الفضائي فوياجر 1 في 14 فبراير 1990 من مسافة قياسية تبعد حوالي 6 مليارات كيلومتر عن الأرض، كجزء من مجموعة صور للمجموعة الشمسية. في الصورة، تظهر الأرض بحجم أقل من البكسل؛ الكوكب يظهر كنقطة صغيرة جداً مقارنة بالفضاء الشاسع، ضمن حزم من ضوء الشمس المتناثر بعدسات الكاميرا.
فوياجر 1، الذي أكمل مهمته الرئيسية وكان يغادر المجموعة الشمسية، قد أمر من قبل ناسا أن يدير كاميرته ويلتقط صورة للأرض عبر مدى كبير جداً من الفضاء، بناءً على طلب الفلكي والمؤلف كارل ساجان.
اختيرت الصورة من أفضل 10 صور علمية وذلك في استفتاء أجراه موقع سبايس كوم سنة 2001.

## تأملات ساغان
في 1994 قام كارل ساجان بتسمية كتابه نقطة زرقاء باهتة - رؤية لمستقبل الإنسان في الفضاء على نفس اسم الصورة. باستحداث الفكرة وكذلك بتسمية الصورة. في الكتاب، قام ساجان بالتعبير عن أفكاره حول معنى أعمق للصورة:
يُعد كوكب الأرض مسرحاً صغيراً جداً في ساحة كونية شاسعة. تأمل كل أنهار الدم التي أراقها الجنرالات والأباطرة حتى يصبحوا أسياداً، إذا ما نجحوا في تحقيق المجد والإنتصار، ولفترة وجيزة خاطفة على كسرة ضئيلة من هذه النقطة. وتأمل الأعمال الوحشيَّة اللانهائيَّة التي مارسها سكان أحد أركان هذا العنصر الضئيل على سكان آخرين في ركن آخر، إننا بصعوبة يمكن أن نميزهم بعضهم عن بعض. ترى، ما مدى سوء الفهم بينهم، وما مدى رغبتهم في قتل بعضهم بعضاً، وما مدى اشتعال ما بينهم من كراهية؟ إن نقطة الضوء الباهتة هذه تقف متحدية أوضاعنا المصطنعة وما نتصوره من أهمية ذاتية، فضلاً عما لدينا من أوهام حول وضعنا المتميز في الكون. فكوكبنا ليس سوى بقعة ضئيلة وحيدة في غلاف من الظلام الكوني الفسيح المحيط بنا. وفي هذه الظلمة، وفي وسط هذا الإتساع، لا تبدو أي إشارة خفية أو حتى تلميح إلى أن مساعدة ستأتي من مكان آخر لإنقاذنا من أنفسنا.